# アレクサンドル＝マリー・コラン
アレクサンドル＝マリー・コラン（Alexandre-Marie Colin、1798年12月5日 - 1875年11月21日）はフランスの画家である。ウジェーヌ・ドラクロワ(1798- 1863) 、リチャード・パークス・ボニントン(1802–1828)と友人で、19世紀ロマン主義の画家である。歴史画や文学作品に題材をとった絵画を描いた。

## 略歴
パリで生まれた。1814年から1817年まで、パリのエコール・デ・ボザールで、アンヌ＝ルイ・ジロデ＝トリオソンのもとで学んだ。1815年からパリのピエール＝ナルシス・ゲランのもとで学び始めたドラクロワと友人になった。イギリスからパリに学びにきていたリチャード・パークス・ボニントンとも友人となった。
1819年にサロン・ド・パリに婦人像を出展し、サロンへは1868年までに29の作品を出展し、何度か入選した。
1821年にボニントンとノルマンディーを訪れ、1825年にはロンドンも訪れ、ロンドンの美術家とも交流した。1829年以降、ロンドンの展覧会にも出展した。
2人の娘エロイーズ（Héloïse Colin）とアデル＝アナイス（Adele-Anaïs Colin Toudouze）はパリの女性のファッションを描いたイラストレータになり、その他の2人の子供も画家になった。エロイーズの息子、アレクサンドル・ルイ・ルロワールやアデル＝アナイスの息子、エドゥアール・トゥードゥーズも画家となった。

## 作品

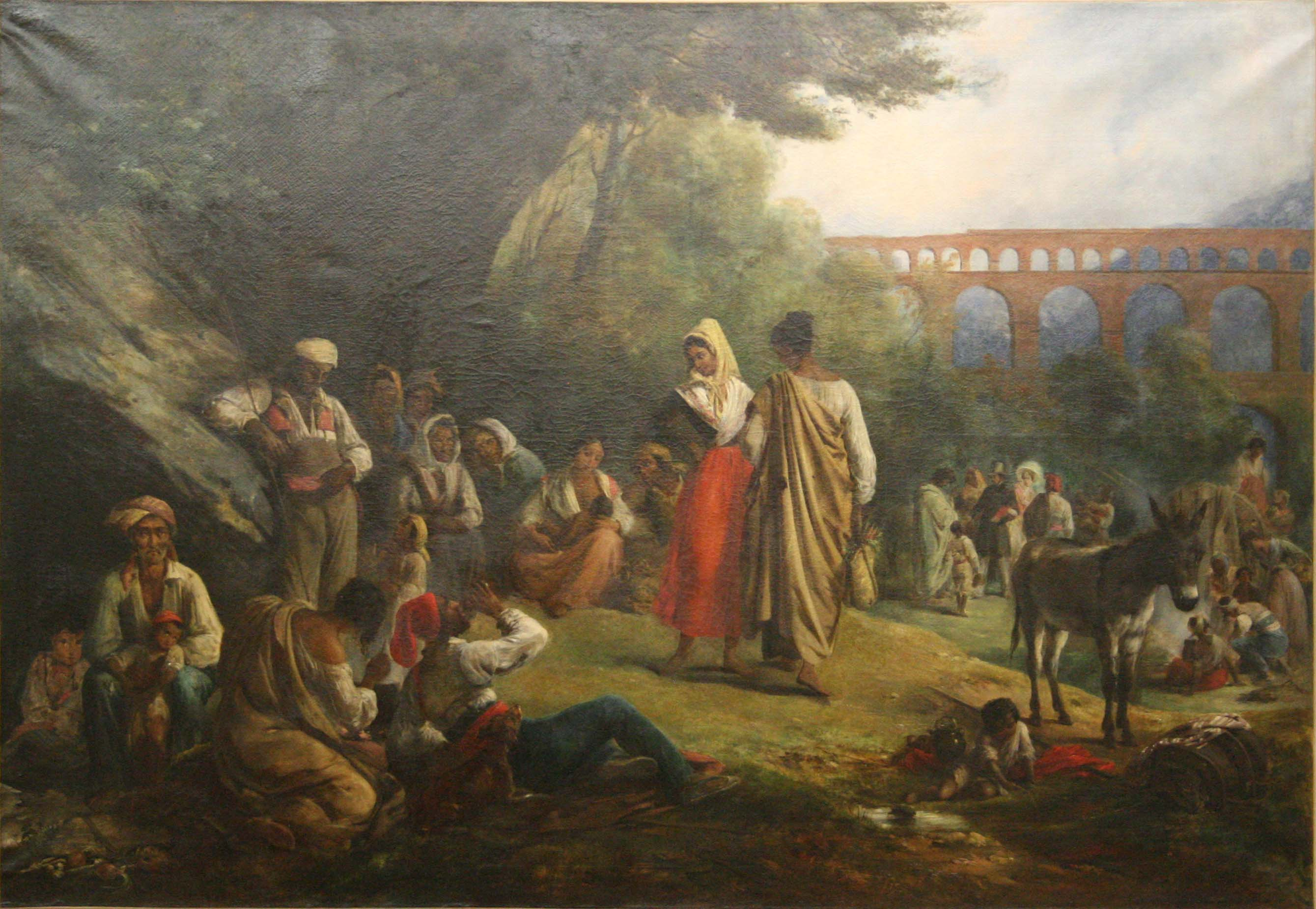
ポン・デュ・ガールのボヘミアン
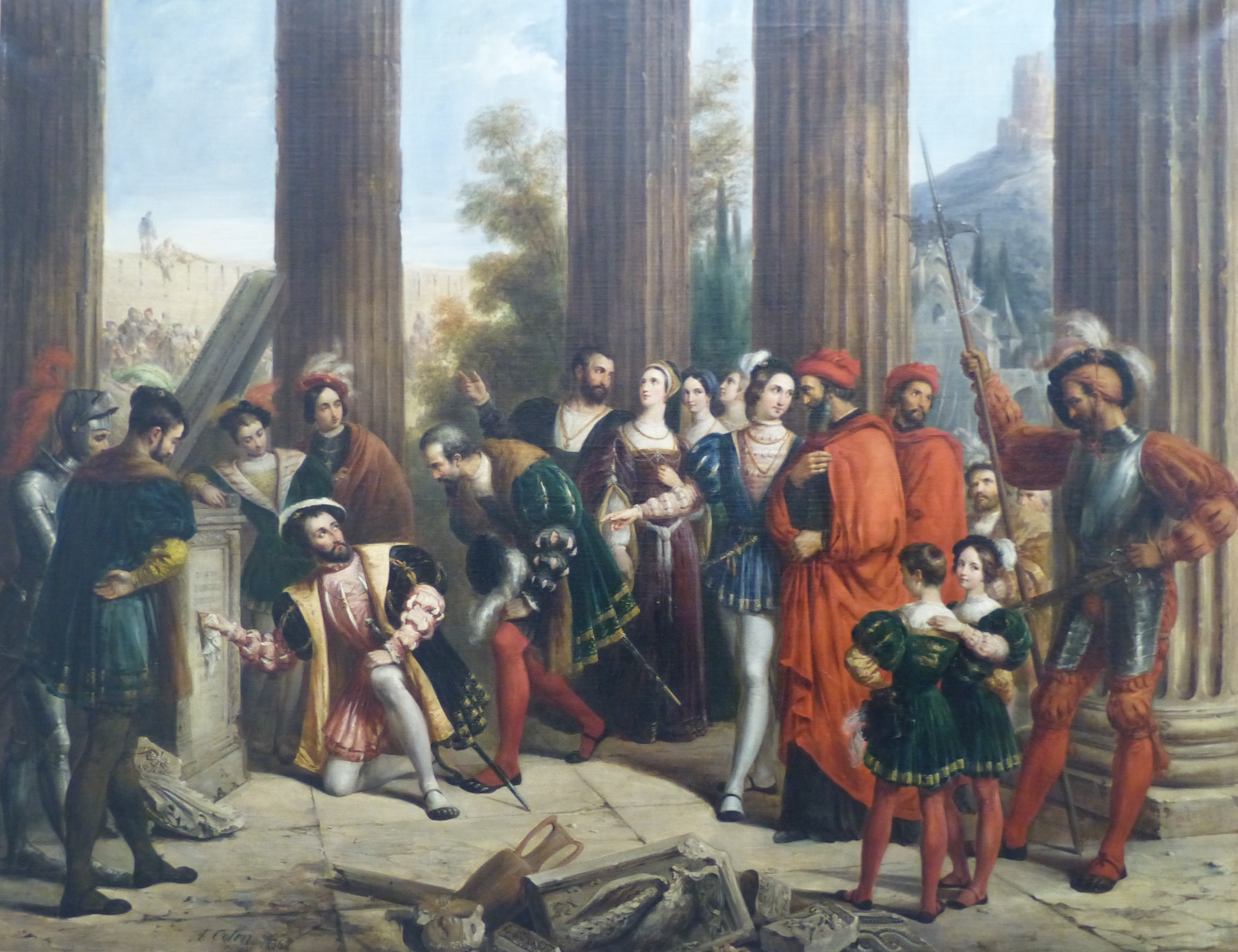
メゾン・カレを訪れるフランソワ1世
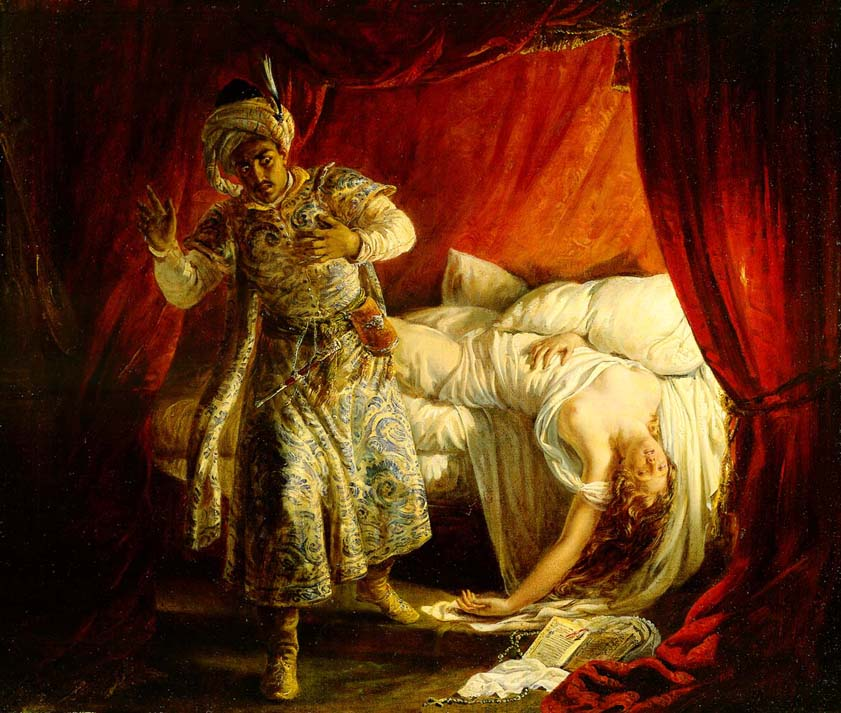
オセロとデズデモーナ

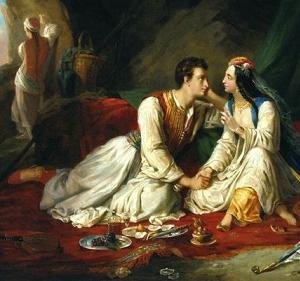
Don Juan and Haidee
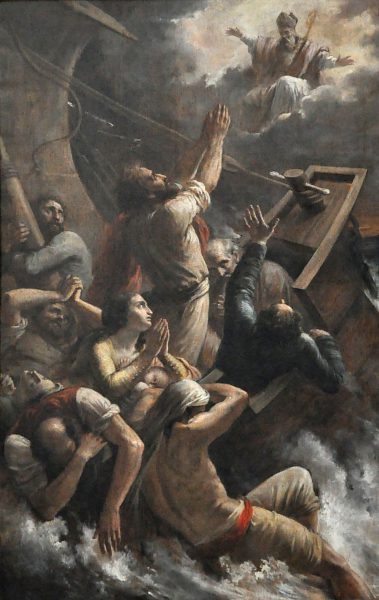
Saint Nicolas apaisant la tempête
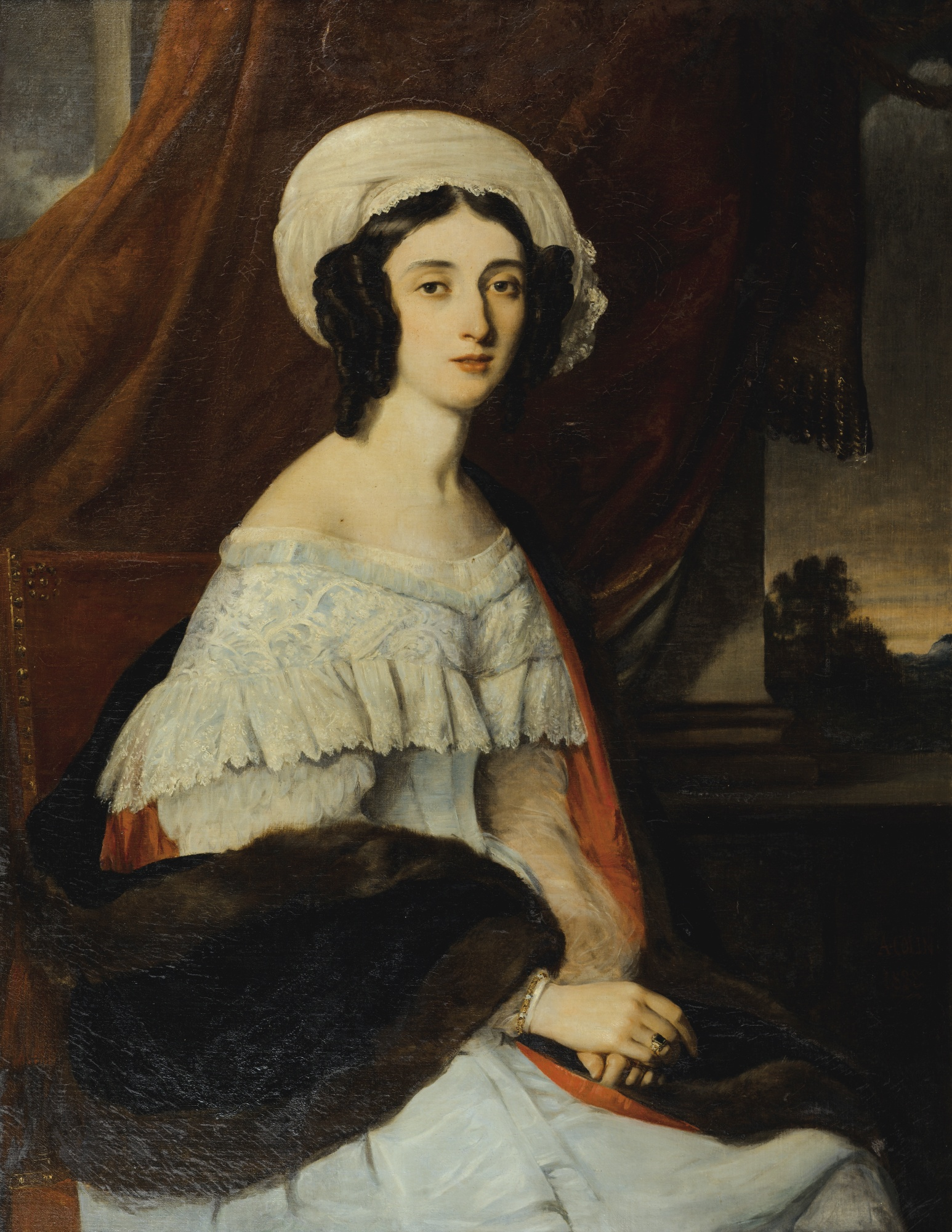
Eugénie-Gabrielle Barbou des Courières
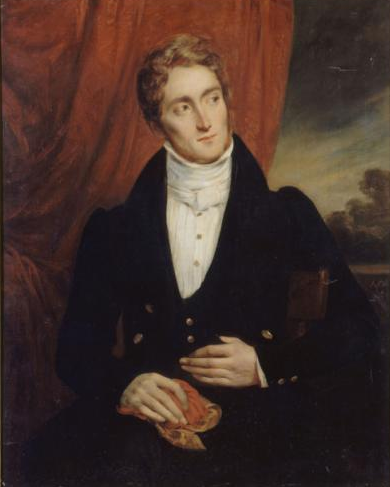
Jean-Georges Farcy